# Вільконський Стефан Владиславович
Вільконський Стефан Станіслав або Вільконський Стефан Владиславович (*2 вересня 1870, Новосілки, Житомирський повіт, Волинська губернія, Російська імперія — † 17 лютого 1963, Київ, УРСР, СРСР) — російський і український радянський віолончеліст і педагог польського походження. Заслужений артист УРСР (1938).

## Життєпис
Закінчив Санкт-Петербургзьку консерваторію (1901; кл. О. Вержбиловича), навчався у Варшавській та Паризькій консерваторіях.
Від 1904 — у Чернігові, від 1908 — викладач і директор Музичних Класів філії Імператорського Російського Музичного Товариства (ІРМТ) у місті Чернігові.
У першій рік Музичні Класи відвідувало 32 учні, а через 5 років — 132. Термін навчання на музичних інструментах становив 7 років, у класі вокалу — 5 років. Викладання велося російською та українською мовами. Для Музичних Класів було споруджене спеціальне приміщення.
Поряд з організацією освітньої роботи, праці в класі віолончелі й камерного ансамблю, він стає одним з найяскравіших репрезентантів віолончельного виконавства в регіоні, насамперед, як соліст. У кількох концертах він виступав не тільки із сольними номерами, але і як диригент симфонічного оркестру. Завдяки його невтомній творчій діяльності в Чернігові було вперше виконано ораторії Й. Гайдна і твори А. Рубінштейна. За постійної підтримки Р. Глієра, С. Вільконський був активним організатором гастрольних виступів видатних музикантів-професіоналів: А. Гольденвейзера, С. Козолупова, Г. Беклемішева, М. Лисенка, А. Гречанінова, Л. Собінова, М. Ерденка та інших.
Від 1920 — викладач (від 1945 — професор) Київської консерваторії. Виступав у складі квартетів і тріо з Ф. Проценком, пізніше — у складі тріо з Г. Беклемішевим та Д. Бертьє.

## Вшанування пам'яті
- Чернігівська музична школа № 1 носить ім'я Вільконського[2].